# 由利本荘市立本荘東中学校
由利本荘市立本荘東中学校（ゆりほんじょうしりつほんじょうひがしちゅうがっこう）は秋田県由利本荘市薬師堂にある市立中学校。

## 概要
2005年（平成17年）4月に開校した。
旧本荘市では、本荘市立石沢中学校の生徒数減少及び校舎の老朽化と、本荘市立南中学校校舎の老朽化及び大規模校化という問題を解消するため、両中学校の校区を見直して生徒数を適正化し、市内第三中学校（仮称）を新設する計画が進められてきた。2000年（平成12年）6月には「第三中学校建設並びに南中学校改築庁内検討委員会」を設置、9月には市長により第三中学校の建設が表明され、2005年（平成17年）の開校を目指して新中学校の整備計画が本格化することとなる。2002年（平成14年）には「東中学校」の校名が選定されたが、開校直前の2005年（平成17年）3月22日に由利本荘市が発足しているため、当初より由利本荘市立本荘東中学校の校名で開校している。

## 沿革
ホームページより出典
- 2005年（平成17年）
  - 4月5日 - 始業式および入学式。生徒数397名で開校[2]。
  - 4月6日 - 開校式[2]
- 2006年（平成18年） - 男子ソフトボール部、秋田県中学校総合体育大会優勝（7月8日）、東北大会準優勝（8月5日）。
- 2007年（平成19年） - 女子柔道部、秋田県中学校総合体育大会優勝（7月16日）、東北大会準優勝（8月8日）。
- 2008年（平成20年）7月21日 - 秋田県中学校総合体育大会柔道個人優勝（東北大会・全国大会出場）
- 2009年（平成21年）8月9日 - 男子ソフトボール部、東北大会準優勝。
- 2010年（平成22年）
  - 5月14日 - 第41回秋田県中学校春季ソフトボール大会男子ソフトボール部準優勝
  - 7月19日 - 第59回秋田県中学校総合体育大会男・女ソフトボール部準優勝
- 2011年（平成23年）
  - 5月14日- 第21回東北中学校男子選抜ソフトボール大会男子ソフトボール部優勝
  - 7月16日-秋田県中学校総体男子ソフトボール男子ソフトボール部優勝
  - 8月3日 - 第34回東北中学校柔道大会第二位
  - 10月23日 - 東北青少年音楽コンクール土田健嗣音楽未来賞
- 2012年（平成24年）
  - 5月14日 - 秋田県中学校春季ソフトボール大会男子ソフトボール部優勝
  - 7月14日 - 秋田県中学校総体男子ソフトボール男子ソフトボール部優勝
- 2013年（平成25年）
  - 8月9日 - 東北中学校柔道大会73kg級優勝髙橋駿90kg超級優勝
  - 8月21日 - 全国中学校柔道大会90kg超級第5位
- 2014年（平成26年）
  - 5月4日 - 第24回東北中学校選抜ソフトボール大会男子ソフトボール部準優勝
  - 7月27日 - 全国中学校カヌー大会1年生K-1の部ベストナイン
  - 8月2日 - 第27回東北中学校男子ソフトボール大会第3位
  - 11月8日 - 学力向上フォーラム
  - 12月4日 - 全国中学校人権作文コンテスト学校表彰
- 2015年（平成27年）
  - 10月24日 - 創立10周年記念式典・講演会 実施[3]
  - 11月3日 - 社会福祉地域福祉の推進学校表彰
- 2016年（平成28年）8月31日 - 秋田チアーズ講演会
- 2018年（平成30年）2月11日 - 全日本アンサンブルコンテスト東北大会木管八重奏銀賞
- 2019年（平成31年・令和元年）
  - 3月16日 - 第17回東北中学校春季柔道大会女子団体準優勝
  - 7月13日 - 第68回秋田県総合体育大会柔道女子団体優勝男子団体第３位
  - 8月9日 - 第42回東北中学校柔道大会女子団体準優勝
  - 10月19日 - 第62回秋田県中学校秋季新人サッカー大会第３位
  - 11月3日 - 第54回秋田県中学校秋季柔道大男子団体第３位
- 2021年（令和3年）
  - 第70回記念秋田県中学校総合体育大会大会スローガン最優秀賞
  - 7月27日 - 第87回全県少年野球大会優勝[4]
  - 7月31日 - 全日本吹奏楽コンクール第63回秋田県大会金賞（開校以来初）
  - 8月7日 - 東北中学校野球大会Aブロック優勝
  - 第40回全国中学生人権作文コンテスト秋田県大会　最優秀賞
  - 秋田県道徳教育研究大会会場校
- 2022年（令和4年）-
  - 7月30日 - 全日本吹奏楽コンクール第63回秋田県大会　金賞（2年連続）
  - 10月28日 - 秋田県国語教育研究大会会場

## 施設概要
- 所在地　由利本荘市薬師堂字境橋77
- 校舎棟
  - 鉄筋コンクリート造3階建
  - 延床面積　7,304.5m2[5]
- 体育館棟
  - 鉄骨鉄筋コンクリート造平屋一部2階建
  - 延床面積　2,159m2[5]

## 校歌
作詞：佐々木久春　作曲：髙野豊昭

## 生徒数
| 年度                      | 男子 | 女子 | 計  | 増減 | 学級数 | 増減 | 備考       | 出典   |
| ------------------------- | ---- | ---- | --- | ---- | ------ | ---- | ---------- | ------ |
| 2005（平成17）年度        | 203  | 194  | 397 |      | 14     |      | 学校創立   | [ 8 ]  |
| 2006（平成18）年度        | 212  | 184  | 396 | -1   | 14     | 0    |            | [ 9 ]  |
| 2007（平成1９）年度       | 233  | 196  | 429 | +67  | 15     | +1   |            | [ 10 ] |
| 2008（平成20）年度        | 236  | 192  | 428 | -1   | 16     | +1   |            | [ 11 ] |
| 2009（平成21）年度        | 226  | 201  | 427 | -1   | 16     | 0    |            | [ 12 ] |
| 2010（平成22）年度        | 206  | 196  | 402 | -25  | 16     | 0    |            | [ 13 ] |
| 2011（平成23）年度        | 195  | 195  | 390 | -12  | 16     | 0    |            | [ 14 ] |
| 2012（平成24）年度        | 197  | 188  | 385 | -5   | 16     | 0    |            | [ 15 ] |
| 2013（平成25）年度        | 174  | 184  | 358 | -27  | 15     | -1   |            | [ 16 ] |
| 2014（平成26）年度        | 168  | 193  | 361 | +3   | 18     | +3   |            | [ 17 ] |
| 2015（平成27）年度        | 167  | 189  | 356 | -5   | 18     | 0    | 創立10周年 | [ 18 ] |
| 2016（平成28）年度        | 176  | 178  | 354 | -2   | 17     | -1   |            | [ 19 ] |
| 2017（平成29）年度        | 167  | 160  | 327 | -27  | 15     | -2   |            | [ 20 ] |
| 2018（平成30）年度        | 153  | 161  | 314 | -13  | 13     | -2   |            | [ 21 ] |
| 2019（平成31/令和元）年度 | 145  | 173  | 318 | +4   | 13     | 0    |            | [ 22 ] |
| 2020（令和2）年度         | 159  | 176  | 335 | +17  | 15     | +2   |            | [ 23 ] |
| 2021（令和3）年度         | 156  | 171  | 327 | -8   | 15     | 0    |            | [ 24 ] |
| 2022（令和4）年度         | 185  | 165  | 350 | +23  | 16     | +1   |            | [ 25 ] |
| 2023（令和5）年度         | 189  | 157  | 346 | -4   | 14     | -2   |            | [ 26 ] |
| 2024（令和6）年度         | 205  | 154  | 359 | +13  | 15     | +1   |            | [ 27 ] |
| 2025（令和７）年度        | 161  | 149  | 330 | -39  | 15     | 0    | 創立20周年 | [ 28 ] |

## 学区
大の道、蓼沼、梵天、子吉小学校及び小友小学校の通学区域

## 進学前小学校
- 由利本荘市立尾崎小学校
- 由利本荘市立小友小学校
- 由利本荘市立子吉小学校
- 由利本荘市立石沢小学校 - 2021年3月に閉校し、小友小学校と統合。

## アクセス

### 鉄道
- JR羽越本線 - 羽後本荘駅から徒歩約30分

## 参考資料
1. ↑  “沿革 ｜ 由利本荘市立本荘東中学校”. edu2.city.yurihonjo.lg.jp. 2024年7月18日閲覧。
2. 1 2  沿革 - 由利本荘市立本荘東中学校 2023年1月23日閲覧。
3. ↑  “学校だより「真・善・美」第20号” (PDF).   由利本荘市立本荘東中学校. p. 1 (2015年10月29日). 2016年1月14日時点のオリジナルよりアーカイブ。2025年2月20日閲覧。
4. ↑  秋田魁新報 (2021-07-27), 本荘東が初優勝、大曲をタイブレークで下す　全県少年野球 2024年7月23日閲覧。
5. 1 2  広報ゆりほんじょう2005年4月15日号 7ページ - 由利本荘市 2023年1月23日閲覧。
6. ↑  “教育目標”. 由利本荘市立本荘東中学校.   由利本荘市. 2024年7月18日閲覧。
7. ↑  “校章と校歌 ｜ 由利本荘市立本荘東中学校”. edu2.city.yurihonjo.lg.jp. 2024年7月18日閲覧。
8. ↑  “平成17年度「学校統計一覧」｜美の国秋田ネット”.   秋田県. p. 61. 2024年10月31日閲覧。
9. ↑  “平成18年度学校統計一覧｜美の国秋田ネット”.   秋田県. p. 61. 2024年10月31日閲覧。
10. ↑  “平成19年度 学校統計一覧｜美の国秋田ネット”.   秋田県. p. 63. 2024年10月31日閲覧。
11. ↑  “平成20年度 学校統計一覧｜美の国秋田ネット”.   秋田県. p. 38. 2024年10月31日閲覧。
12. ↑  “平成21年度「由利本荘市の教育」参考資料《児童生徒園児数》”.   由利本荘市. 2024年10月31日閲覧。
13. ↑  “平成22年度「由利本荘市の教育」参考資料《児童生徒園児数》”.   由利本荘市. 2024年10月31日閲覧。
14. ↑  “平成25年度「由利本荘市の教育」参考資料《児童生徒園児数》”.   由利本荘市. 2024年10月31日閲覧。
15. ↑  “平成24年度「由利本荘市の教育」参考資料《児童生徒園児数》”.   由利本荘市. 2024年10月31日閲覧。
16. ↑  “平成25年度「由利本荘市の教育」参考資料《児童生徒園児数》”.   由利本荘市. 2024年10月31日閲覧。
17. ↑  “平成26年度「由利本荘市の教育」参考資料《児童生徒園児数》”.   由利本荘市. 2024年10月31日閲覧。
18. ↑  “平成27年度「由利本荘市の教育」参考資料《児童生徒園児数》”.   由利本荘市. 2024年10月31日閲覧。
19. ↑  “平成28年度「由利本荘市の教育」参考資料《児童生徒園児数》”.   由利本荘市. 2024年10月31日閲覧。
20. ↑  “平成29年度「由利本荘市の教育」参考資料《児童生徒園児数》”.   由利本荘市. 2024年10月31日閲覧。
21. ↑  “平成30年度「由利本荘市の教育」参考資料【児童・生徒数】”.   由利本荘市. 2024年10月31日閲覧。
22. ↑  “平成31年度「由利本荘市の教育」参考資料【児童・生徒数】”.   由利本荘市. 2024年10月31日閲覧。
23. ↑  “令和2年度「由利本荘市の教育」参考資料【児童・生徒数】”.   由利本荘市. 2024年10月31日閲覧。
24. ↑  “令和3年度「由利本荘市の教育」参考資料【児童・生徒数】”.   由利本荘市. p. 64. 2024年10月31日閲覧。
25. ↑  “令和4年度「由利本荘市の教育」参考資料【児童・生徒数】”.   由利本荘市. p. 64. 2024年10月31日閲覧。
26. ↑  “令和5年度「由利本荘市の教育」参考資料【児童・生徒数】”.   由利本荘市. p. 71. 2024年10月31日閲覧。
27. ↑  “令和6年度由利本荘市の教育”.   由利本荘市. p. 68. 2024年7月22日閲覧。
28. ↑  “令和7年度 由利本荘市の教育”. 2025年5月29日閲覧。
29. ↑  “由利本荘市立小中学校通学区域に関する規則”. www.city.yurihonjo.lg.jp. 2024年7月23日閲覧。